# Schlimmia jennyana
Schlimmia jennyana là một loài thực vật có hoa trong họ Lan. Loài này được Lückel miêu tả khoa học đầu tiên năm 1990.